# アルフォンソ・リンギス
アルフォンソ・リンギス（Alphonso Lingis、1933年11月23日 - 2025年5月8日）は、アメリカ合衆国イリノイ州、クレタの生まれ。哲学者、作家、翻訳家、写真家。元ペンシルベニア州立大学哲学教授。専門は現象学、実存主義、倫理学、現代哲学、大陸哲学など。

## 経歴
リンギスは、シカゴのロヨラ大学に学び、その後ベルギーのルーヴァン大学に進む。彼の博士論文は、著名な学者アルフォンソ・ド・ウェルヘンスの下で執筆され、フランスの現象学者モーリス・メルロー＝ポンティとサルトルについての議論をテーマにしたものだった。
アメリカに帰国後、リンギスは、ピッツバーグのデュケイン大学のに職を得て、たちまちにしてメルロー=ポンティやレヴィナスの翻訳者として名声を博するようになる。1960年代の半ば、彼はペンシルベニア州立大学に移り、そこで熱心に翻訳に携わると共に哲学史についての数多くの専門的なエッセイを発表する。この時期、彼は世界中にわたる広汎な旅を開始し、この旅はその後の彼の著述の深い陰影を落とすようになる。

## 著作
彼の処女作は、1982年の Excesses(過剰)である。これは人間学的なさまざまな場面を哲学史の数々の参照と組み合わせたもので、.抒情的なものと暗いものとの間を 行き来するという彼の執筆スタイルの嚆矢となるものであった。1998年のThe Imperative (命令形)は彼の最も体系的な著作であるが、そこでは彼は、現象学の独自の批評スタイルを見せている。
彼の観点によれば、現象学は、世界中のさまざまな領域と対象の相互連関を,過度に強調するホリズムにあまりに支配されすぎているという。それに対して、リンギスは、 世界は数多くの自己内蔵的なレベルと相互的な外的レベルから成り立っており、それに向けて人間は認知や観念を適応させなければならないと考える。そこで、リンギスは、現象学は背景の中から現れてきた形象についてのゲシュタルト心理学によって支配されるべきだというのである。モーリス・メルロー＝ポンティの知覚の現象学をレヴィナスの倫理学と融合させながら、リンギスは、倫理的な命令は他の人間からだけ由来するのではなく、むしろ、動物や植物、そして命を持たないその他のものからも発せられるという。

## 講演
リンギスは、一般の読者に対してその著作の人を魅了するようなスタイルと、また合わせてその講演の語りかけのパフォーマンス技量で広汎な成功を挙げている。講演に際しては、彼は独特のコスチュームをまとい、エキゾチックな音楽を流す中で語りかけ、また録音された川の流れや暗転させた中で語ることもある。これらは2007年4月現在のスタイルである。ペンシルベニア州立大学在職時代を通して、彼は歴史ある大学町の風変わりな有名人として知られていた。自宅に学生を歓迎するも、その自宅は非常に珍しい鳥や魚、昆虫を飼育し、第三世界の数多くのアートにあふれていた。
この時期、彼はその旅行先をヨーロッパから発展途上国に移し、特にバンコクやリオデジャネイロ、最後はアフリカによく赴いた。さらに彼は自分の先祖たちのルーツに関心を寄せ、リトアニアにもよく赴いた。

## 晩年
リンギスは、ペンシルベニア州立大学を引退し、ボルティモアの近郊に住んで、初期の著作につながるテーマの著述を継続している。彼の著作は、フランス語、トルコ語を初めさまざまな言語に翻訳されている。
2004年春、メリーランド州トゥーソンのトゥーソン大学で初めてリンギスについてのセミナーが開かれ、"Encounters with Lingis" (2003年)の共著者であるヴォルフガング・W・フックスが指導を行った。
2025年5月8日に死去した。91歳没。

## 主な著作
- Excesses: Eros and Culture (1982)
- Libido: The French Existential Theories (1985)
- Phenomenological Explanations (1986)
- Deathbound Subjectivity (1989)
- The Community of Those Who Have Nothing in Common (1994) - 何も共有していない者たちの共同体（洛北出版、2006年）
- Abuses (1994)
- Foreign Bodies (1994) - 異邦の身体（河出書房新社、2005年）
- Sensation: Intelligibility in Sensibility (1995)
- The Imperative (1998)
- Dangerous Emotions (1999) - 汝の敵を愛せ（洛北出版、2004年）
- Trust (2004) - 信頼（青土社、2006年）
- Body Transformations (2005) - 変形する身体（水声社、2015年）
- The First Person Singular (2007) - わたしの声（水声社、2021年）
- Wonders Seen in Forsaken Places: An Essay on the Photographs and the Process of Photography of Mark Cohen (2010)
- Contact [photographs] (2010)
- Violence and Splendor (2011) - 暴力と輝き（水声社、2019年）
- The Alphonso Lingis Reader, edited by Tom Sparrow (2018)
- Irrevocable: A Philosophy of Mortality (2018)

英語への翻訳
- Levinas, De l'existence à l'existant (1948)
- Levinas, Totalité et infini: essai sur l'extériorité (1961)
- Levinas, Autrement qu'être ou au-delà de l'essence (1974)
- Merleau-Ponty, Le visible et l'Invisible (1945)
- Pierre Klossowski, Sade, mon prochain (1947)